# 红锥
红锥（学名：Castanopsis hystrix）为壳斗科锥属下的一个种。

## 扩展阅读
維基物種上的相關：红锥